# Гай Манлий Валент
Гай Манлий Валент (на латински: Gaius Manlius Valens; * 6; † 96 г.) e сенатор на Римската империя през 1 век.

## Биография
Произлиза от фамилията Манлии.
През 51/52 г. е легат на легион в Британия и се бие против силурите. През 69 г. е в легион на император Вителии. Император Домициан номинира Манлий Валент за консул през 96 г. Колега му е Гай Антисций Вет.